# Wilbert Awdry
Wilbert Vere Awdry, OBE (15. juni 1911 – 21. marts 1997), bedre kendt som Reverend W. Awdry, var en engelsk præst, jernbane-entutiast og børnebogsforfatter, bedst kendt som skaberen af lokomotivet Thomas, hovedperson i hans roste The Railway Series.